# Sumienie powikłane
Sumienie powikłane – określenie oznaczające trudności w pokonaniu problemu spowodowane tym, że dana osoba w każdym możliwym jego rozwiązaniu dostrzega grzech. Sumienie powikłane uznawane jest za jedną z form tzw. deformacji sumienia.